# James Bailey (football)
Pour les articles homonymes, voir James Bailey et Bailey.
James Joseph Bailey, né le 18 septembre 1988 à Bollington, est un footballeur anglais, qui évolue depuis 2010 au poste de milieu de terrain ou de défenseur latéral droit dans le club de Yeovil Town.

## Biographie
James Bailey est recruté par Derby County à l'été 2010, en même temps que son coéquipier de Crewe Alexandra, John Brayford. Il est formé à Crewe Alexandra dès son plus jeune âge et devient titulaire régulier dans l'équipe dès la saison 2008-2009 et fait valoir sa qualité de passe, comme le remarque son entraîneur à Derby, Nigel Clough.
Dès son arrivée à Derby, assuré de la confiance de Clough, il est titulaire régulier et joue 36 matchs de championnat. Fin septembre 2012, il est prêté trois mois à Coventry City.
Le 4 juillet 2017, il rejoint Yeovil Town.

## Statistiques détaillées
| Saison      | Club            | Pays              | Championnat       | Coupes nationales |
| ----------- | --------------- | ----------------- | ----------------- | ----------------- |
| 2007 - 2008 | Crewe Alexandra | League One (D3)   | 1 match           | -                 |
| 2008 - 2009 | Crewe Alexandra | League One (D3)   | 24 matchs         | 7 matchs          |
| 2009 - 2010 | Crewe Alexandra | League Two (D4)   | 21 matchs         | 2 matchs          |
| 2010 - 2011 | Derby County    | Championship (D2) | 36 matchs / 1 but | 2 matchs          |
| 2011 - 2012 | Derby County    | Championship (D2) | 5 matchs          | -                 |

Dernière mise à jour le 5 septembre 2011